# Monte Escobedo
Monte Escobedo è una municipalità dello stato di Zacatecas, nel Messico centrale, il cui capoluogo è la località omonima.
Conta 8.929 abitanti (2010) e ha una estensione di 1.610,86 km².
La località ha questo nome perché si trova in zona montuosa; inoltre è dedicata alla famiglia Escobedo, proprietaria di una importante azienda agricola della zona.